# La ragazza che sapeva troppo
La Ragazza che Sapeva Troppo (Brasil: Olhos Diabólicos / Portugal: A Rapariga que Sabia Demais) é um filme do gênero giallo italiano de 1963. Dirigido pelo cineasta Mario Bava, o filme é estrelado por Letícia Román, Joh Saxon e Valentina Cortese. É considerado o primeiro filme giallo, um sub-gênero de terror que tem mortes gráficas e violentas, além de mulheres nuas e a motivação do assassino, geralmente é da consequência de um trauma de infância. É o último filme preto e branco de Mario Bava.
O diretor, Mario Bava, pensou que o enredo do filme era bobagem, e se concentrou mais nos aspectos técnicos do filme.

## Sinopse
Nora Davis, uma jovem americana, viaja para Roma, onde irá ficar na casa de Edith, amiga de sua família. Infelizmente, já na primeira noite da estadia de Nora em sua casa, Edith morre. Nora sai pela noite em busca de ajuda e acaba transformando-se em testemunha ocular de um assassinato. Sendo uma mulher jovem, com um apetite insaciável por literatura de crime e mistério, Nora não consegue fazer qualquer um acreditar em sua história. Porém, com a ajuda do Dr. Marcello Bassi, fica sabendo que um assassinato ocorreu nesse mesmo local 10 anos antes, quando Emily Craven foi vítima do "assassino do alfabeto". A partir daí, se vê envolvida numa trama de mistérios e reviravoltas que parece não ter fim.

## Recepção e Crítica
La Ragazza che Sapeva Troppo foi lançado no mercado americano pela American International Pictures. Eles re-intitularam o filme como The Evil Eye, cortou grandes partes do filme, a qual essas partes tiveram que ser cortadas. As mudanças incluem a remoção de todas as referências a maconha, acrescentando cenas mais cômicas e substituindo a trilha sonora de jazz por uma "mais barulhenta" realizada por Les Baxter.
O diretor, Mario Bava, odiou a versão americanizada do seu filme, alegando que o filme só poderia funcionar com Kim Novak e James Stewart. O filme é muitas vezes observado por críticos modernos. Dos cinco críticos que reviram o filme, no site Rotten Tomatoes, recebeu uma pontuação acima da média, com comentários observando a  aparência elegante para o filme, mas apontando negativamente a sua estória.